# Hannah Emde

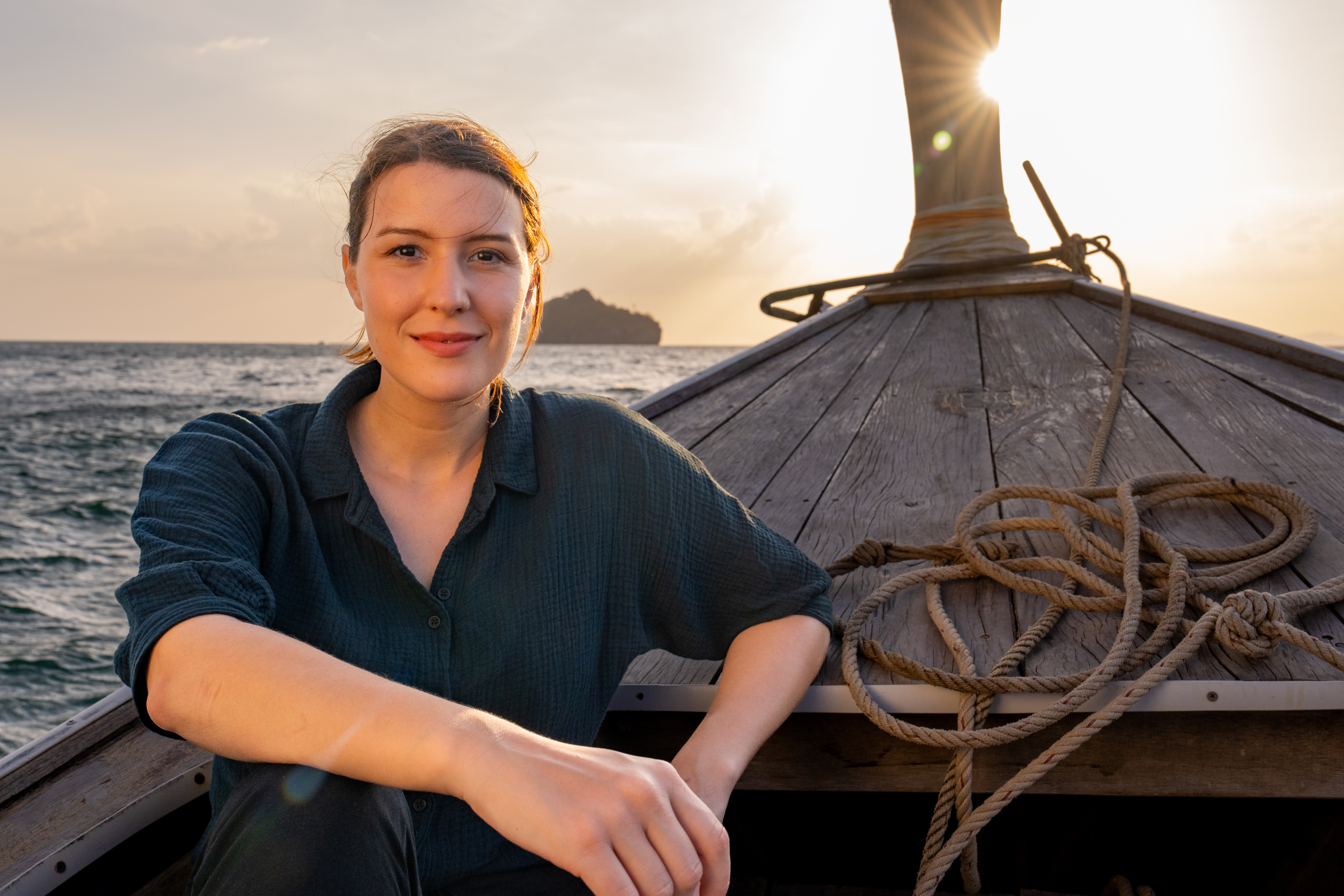
Hannah Emde, 2024

Hannah Emde (* 10. August 1992 in Bonn) ist eine deutsche Tierärztin, Artenschützerin, Autorin und Fernsehmoderatorin.

## Leben und Arbeit
Nach dem Abitur arbeitete Hannah Emde für den Freiwilligendienst weltwärts mit der GIZ zwölf Monate auf den Philippinen. Anschließend studierte sie an der Tierärztlichen Hochschule Hannover; 2019 schloss sie ihr Studium als approbierte Tierärztin ab.
Während des Studiums absolvierte sie Praktika in Forschungsstationen im Dschungel und assistierte in Schutzprojekten rund um den Globus.
2017 gründete Hannah Emde mit einem Team aus Fachleuten den gemeinnützigen Verein Nepada Wildlife e. V., der sich für den globalen Natur- und Artenschutz sowie für Umweltbildung in Deutschland einsetzt. Namensgeber des Vereins ist der Sunda-Nebelparder, eine extrem seltene und bedrohte Raubkatze.
Als Tierärztin arbeitete Hannah Emde weltweit an unterschiedlichen Orten – beispielsweise für ein Forschungsprojekt über Lemuren auf Madagaskar, für ein Artenschutzprojekt mit Bullenhaien in Costa Rica, zum Schutz wilder Aras in Guatemala, und sie assistierte in verschiedenen Forschungsprojekten im Regenwald von Borneo/Malaysia. Darüber berichtete sie in Vorträgen, in Printmedien, Funk und Fernsehen sowie über die sozialen Medien.
2020 veröffentlichte Hannah Emde im Malik Verlag ihr erstes Buch Abenteuer Artenschutz. Als Tierärztin im Dschungel; 2024 ist die ergänzte, überarbeitete und aktualisierte Ausgabe unter dem Titel: Nachtschicht mit Aras erschienen.
Im Februar 2022 ging ihre sechsteilige Doku-TV-Serie Hannah goes wild in der ARD Mediathek online, in der sie Menschen trifft, die sich in Namibia für den Artenschutz einsetzen.
2021 bis 2023 arbeitete sie in einem One-Health-Vorhaben als Tierärztin und Beraterin bei der Deutschen Gesellschaft für Internationale Zusammenarbeit (GIZ) und unterstützte den Aufbau der „Internationalen Allianz gegen Gesundheitsrisiken im Wildtierhandel“.
Seit April 2024 moderiert sie die ZDF-Reihe Terra X: Faszination Erde.

## Veröffentlichungen
- Nachtschicht mit Aras. Als Tierärztin und Artenschützerin im Dschungel (überarbeitete Neuausgabe). Malik Verlag 2024
- Abenteuer Artenschutz. Als Tierärztin im Dschungel. Malik Verlag 2020